# Opopanax
Opopanax és un gènere de plantes herbàcies dins la família de les apiàcies. Són plantes natives de climes càlids coms els d'Iran, Itàlia, Grècia, Turquia i Somàlia. Als Països Catalans només es troba l'espècie Opopanax chironium. Consta de 13 espècies descrites i 3 d'acceptades.

## Taxonomia
Aquest gènere va ser descrit per Wilhelm Daniel Joseph Koch i publicat a Nova Acta Physico-medica Academiae Caesareae Leopoldino-Carolinae Naturae Curiosorum Exhibentia Ephemerides sive Observationes Historias et Experimenta 12: 96. 1824. L'espècie tipus és: Opopanax chironium Koch.
- Opopanax hispidus
- Opopanax opopanax (L.) H. Karst.
- Opopanax persicus